# Фабіо Петруцці
Фабіо Петруцці (італ. Fabio Petruzzi, нар. 24 жовтня 1970, Рим) — італійський футболіст, що грав на позиції захисника, зокрема за «Рому», а також національну збірну Італії.

## Клубна кар'єра
Народився 24 жовтня 1970 року в місті Рим. Вихованець футбольної школи клубу «Рома». Дебютувавши в іграх за основну команду клубу в сезоні 1989/90, перейшов до «Казертани», за команду якого провів по одному сезону у другому і третьому італійських дивізіонах.
Згодом по одному сезону провів у «Ромі» та «Удінезе», після чого знову повернувся до «Роми», цього разу на наступні шість сезонів.
Спочатку був стабільним гравцем основного складу «вовків», але з 1999 року втратив місце у команді і наступного року перейшов до «Брешії». У цій команді знову був важливою фігурою в оборонних побудовах, провівши за чотири роки 121 гру в усіх турнірах.
Завершив ігрову кар'єру в «Болоньї», за яку виступав протягом 2004—2005 років.

## Виступи за збірну
1995 року провів свою єдину офіційну гру у складі національної збірної Італії.

## Кар'єра тренера
Розпочав тренерську кар'єру відразу ж по завершенні кар'єри гравця, 2005 року, залишившись у клубній структурі «Роми», де очолив одну з молодіжних команд.
Згодом працював з низкою нижчолігових італійських клубних команд.

## Статистика виступів

### Статистика клубних виступів
| Сезон                 | Команда               | Чемпіонат             | Чемпіонат | Чемпіонат | Національний кубок | Національний кубок | Національний кубок | Континентальні кубки | Континентальні кубки | Континентальні кубки | Інші змагання | Інші змагання | Інші змагання | Усього | Усього |
| Сезон                 | Команда               | Ліга                  | Ігор      | Голів     | Ліга               | Ігор               | Голів              | Ліга                 | Ігор                 | Голів                | Ліга          | Ігор          | Голів         | Ігор   | Голів  |
| --------------------- | --------------------- | --------------------- | --------- | --------- | ------------------ | ------------------ | ------------------ | -------------------- | -------------------- | -------------------- | ------------- | ------------- | ------------- | ------ | ------ |
| 1989–90               | «Рома»                | A                     | 1         | 0         | КІ                 | 0                  | 0                  | -                    | -                    | -                    | -             | -             | -             | 1      | 0      |
| 1990–91               | «Казертана»           | C1                    | 19        | 0         | КІ-C               | x                  | x                  | -                    | -                    | -                    | -             | -             | -             | 19+    | 0+     |
| 1991–92               | «Казертана»           | B                     | 31+0      | 0 + 0     | КІ                 | 4                  | 1                  | -                    | -                    | -                    | -             | -             | -             | 35     | 1      |
| Усього за «Казертану» | Усього за «Казертану» | Усього за «Казертану» | 50        | 0         |                    | x                  | x                  |                      | -                    | -                    |               | -             | -             | 50+    | 0+     |
| 1992–93               | «Рома»                | A                     | 6         | 0         | КІ                 | 1                  | 0                  | КУЄФА                | 0                    | 0                    | -             | -             | -             | 7      | 0      |
| 1993–94               | «Удінезе»             | A                     | 1         | 0         | КІ                 | 0                  | 0                  | -                    | -                    | -                    | -             | -             | -             | 1      | 0      |
| 1994–95               | «Рома»                | A                     | 26        | 0         | КІ                 | 4                  | 0                  | -                    | -                    | -                    | -             | -             | -             | 30     | 0      |
| 1995–96               | «Рома»                | A                     | 28        | 0         | КІ                 | 1                  | 0                  | КУЄФА                | 6                    | 0                    | -             | -             | -             | 35     | 0      |
| 1996–97               | «Рома»                | A                     | 28        | 0         | КІ                 | 1                  | 0                  | КУЄФА                | 1                    | 0                    | -             | -             | -             | 30     | 0      |
| 1997–98               | «Рома»                | A                     | 25        | 0         | КІ                 | 5                  | 0                  | -                    | -                    | -                    | -             | -             | -             | 30     | 0      |
| 1998–99               | «Рома»                | A                     | 13        | 0         | КІ                 | 4                  | 0                  | КУЄФА                | 2                    | 0                    | -             | -             | -             | 19     | 0      |
| 1999–00               | «Рома»                | A                     | 0         | 0         | КІ                 | 0                  | 0                  | КУЄФА                | 0                    | 0                    | -             | -             | -             | 0      | 0      |
| Усього за «Рому»      | Усього за «Рому»      | Усього за «Рому»      | 127       | 0         |                    | 16                 | 0                  |                      | 9                    | 0                    |               | -             | -             | 152    | 0      |
| 2000–01               | «Брешія»              | A                     | 28        | 1         | КІ                 | 7                  | 0                  | -                    | -                    | -                    | -             | -             | -             | 35     | 1      |
| 2001–02               | «Брешія»              | A                     | 29        | 0         | КІ                 | 4                  | 0                  | Інт                  | 0                    | 0                    | -             | -             | -             | 33     | 0      |
| 2002–03               | «Брешія»              | A                     | 31        | 2         | КІ                 | 0                  | 0                  | -                    | -                    | -                    | -             | -             | -             | 31     | 2      |
| 2003–04               | «Брешія»              | A                     | 20        | 1         | КІ                 | 0                  | 0                  | Інт                  | 2                    | 1                    | -             | -             | -             | 22     | 3      |
| Усього за «Брешію»    | Усього за «Брешію»    | Усього за «Брешію»    | 108       | 4         |                    | 11                 | 0                  |                      | 2                    | 1                    |               | -             | -             | 121    | 5      |
| 2004–05               | «Болонья»             | A                     | 17+0      | 2         | КІ                 | 1                  | 0                  | -                    | -                    | -                    | -             | -             | -             | 18     | 2      |
| Усього за кар'єру     | Усього за кар'єру     | Усього за кар'єру     | 303+0     | 6         |                    | 32+                | 1                  |                      | 11+                  | 1                    |               | -             | -             | 346+   | 8      |

### Статистика виступів за збірну
| Дата      | Місто | Господарі | Результат | Гості     | Турнір      | Голи | Примітки |
| --------- | ----- | --------- | --------- | --------- | ----------- | ---- | -------- |
| 21-6-1995 | Цюрих | Італія    | 0 – 2     | Німеччина | Тов. турнір | -    | 46'      |
| Усього    |       | Матчів    | 1         |           | Голів       | 0    |          |